# Françoise Legey
Françoise Legey , född 1876, död 1935, var en fransk-marockansk läkare.
Hon blev 1909 den första kvinnliga läkaren verksam i Marocko. Hon grundade ett förlossningssjukhus i Marrakesh och utbildade barnmorskor. Hon utgav också två böcker om marockansk folklore. 